# Драцена отогнутая
Драце́на ото́гнутая, или Драцена закривлённая (лат. Dracaena reflexa), — дерево, вид рода Драцена (Dracaena) семейства Спаржевые (Asparagaceae).
Своё видовое название растение получило из-за листьев, наклоненных вниз.

## Ботаническое описание
Дерево до 4—5 м (изредка до 6 м) высотой, с иногда ветвящимся стволом.
Листья ланцетные, 12—16 см длиной, 1,8—2,5 см шириной посередине, суживающиеся к основанию до 0,4—0,7 см, зелёные, плотные, кожистые, с тонкими жилками.
Соцветие — рыхло-разветвлённая метёлка. Цветки маленькие, обычно белые.
|               |  |
| Цветы и плоды |  |

## Распространение и экология
Растёт на островах Мадагаскар (в горных лесах) и Маврикий, а также на соседних островах.
Плоды драцены отогнутой составляют рацион питания чёрно-белого гривистого лемура (Varecia variegata), являющегося эндемиком Мадагаскара. Жук Polposipus herculeanus, вымирающий вид, эндемик острова Fregate, входящего в состав Сейшельских островов, также тесно связан с этим растением.

## Практическое использование
Широко культивируется в тёплых оранжереях и как комнатное растение. Ценится за пёструю окраску вечнозелёных листьев. Имеется множество садовых сортов и форм. Существуют сорта с кремовыми и жёлто-зелёными краями.
В традиционной медицине Мадагаскара драцену отогнутую использовали для лечения малярии, отравлений, дизентерии, дисменорреи и как жаропонижающее и кровоостанавливающее средство. Листья и кора, в смеси с другими местными растениями, завариваются как чай.
|               |  |
| Садовые формы |  |